# Лёгкая атлетика на летней Универсиаде 2013 — бег на 800 метров (женщины)
Соревнования по лёгкой атлетике в беге на 800 метров среди женщин на XXVII Всемирной Летней Универсиаде прошли 8 июля 2013 года на стадионе «Центральный».

## Медалисты
| Золото                             | Серебро                       | Бронза                       |
| Маргарита Мукашева Казахстан (KAZ) | Екатерина Купина Россия (RUS) | Эгле Бальчюнайте Литва (LTU) |

## Результаты

### Полуфинал
Три лучших спортсмена в каждом полуфинальном забеге автоматически прошли в финал. Ещё два спортсмена были отобраны по времени.
Время результатов указано в секундах. Также использованы следующие сокращения:
- Q - квалифицирован по месту в забеге
- q - квалифицирован по времени
- DNS - не вышел на старт
- SB - лучший результат в сезоне
- PB - лучший результат в карьере
- NR - национальный рекорд

#### Забег 1
| Место | Спортсмен          | Результат | Примечания |
| ----- | ------------------ | --------- | ---------- |
| 1     | Екатерина Купина   | 2:00.76   | Q          |
| 2     | Маргарита Мукашева | 2:00.92   | Q          |
| 3     | Хелен Крофтс       | 2:01.35   | Q, ЛР      |
| 4     | Энджи Смит         | 2:01.51   | q, SB      |
| 5     | Наталья Пилюсина   | 2:01.59   | q, ЛР      |
| 6     | Данута Урбаник     | 2:02.89   | SB         |
| 7     | Мартин Нобили      | 2:06.16   | ЛР         |
| 8     | Нинфа Барнард      | 2:11.37   |            |

Результаты:

#### Забег 2
| Место | Спортсмен        | Результат | Примечания |
| ----- | ---------------- | --------- | ---------- |
| 1     | Елена Котульская | 2:01.23   | Q          |
| 2     | Эгле Бальчюнайте | 2:01.33   | Q, SB      |
| 3     | Джессика Смит    | 2:01.61   | Q          |
| 4     | Винни Наньондо   | 2:02.96   |            |
| 5     | Киара Эверард    | 2:05.59   |            |
| 6     | Анна Кессельринг | 2:09.01   |            |
| 7     | Ида Филлингснес  | 2:09.68   |            |
| 8     | Ольга Запорожан  | 2:10.87   |            |

Результаты:

### Финал
| Место | Спортсмен          | Результат | Примечания |
| ----- | ------------------ | --------- | ---------- |
| 1     | Маргарита Мукашева | 1:58.96   | NR         |
| 2     | Екатерина Купина   | 1:59.57   |            |
| 3     | Эгле Бальчюнайте   | 1:59.82   | SB         |
| 4     | Энджи Смит         | 2:00.03   | ЛР         |
| 5     | Елена Котульская   | 2:00.35   |            |
| 6     | Джессика Смит      | 2:00.43   | SB         |
| 7     | Хелен Крофтс       | 2:03.30   |            |
| 8     | Наталья Пилюсина   | 2:04.62   |            |

Результаты: